# Мехренга
Мехренга (Мегренка) (на руски: Мехреньга, Мегренька) е река в централната част на Архангелска област на Русия, десен приток на Емца (188 km, ляв приток на Северна Двина). Дължина 231 km. Площ на водосборния басейн 5080 km².
Река Мехренга води началото си от междуречието Северна Двина – Онега, на 180 m н.в., в централната част на Архангелска област. Първите 50 km тече в източна посока, като преминава през редица малки проточни езера, течението ѝ е съпроводено от бързеи и прагове, а ширината на коритото е 10 – 25 m. След това Мехренга завива на север и запазва това направление до устието си. В средното течение е спокойна и бавна река, с множество меандри и ширина на коритото до 40 m. В долното и течение се появява двустранна заливна тераса, а ширината ѝ достига 50 – 70 m. Влива се отдясно в река Емца (188 km, ляв приток на Северна Двина), при нейния 68 km, на 12 m н.в., на 1 km западно от село Уст Мехренга. Основни притоци: леви – Шорда (111 km), Пукса (106 km); десни – Мягдома (86 km), Ердема (54 km). Има смесено подхранване с преобладаване на снежното. Среден годишен отток на 32 km от устието 33 m³/s, с ясно изразено пълноводие от края на април до средата на юни. Замръзва през ноември, а се размразява през април или началото на май. Водата на Мехренга е силно минерализирана, поради обстоятелството, че във водосборния ѝ басейн широко развитие имат карстовите форми. По течението ѝ са разположени 17 малки села.